# جان آپدایک

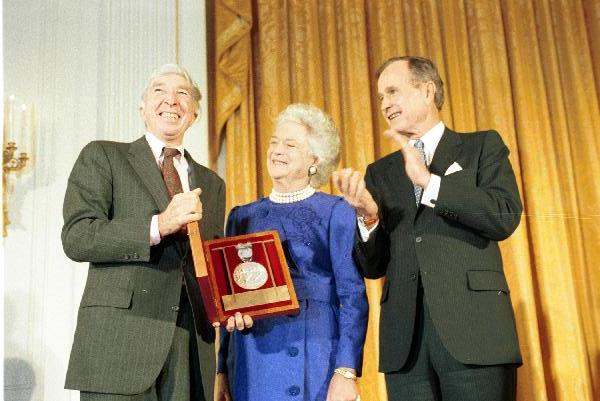
جان آپدایک (چپ) در حال دریافت نشان ملی هنر، با باربارا و جورج هربرت واکر بوش در ۱۷ نوامبر ۱۹۸۹

جان هویر آپدایک (به انگلیسی: John Hoyer Updike) (زاده ۱۸ مارس ۱۹۳۲ – درگذشته ۲۷ ژانویه ۲۰۰۹) نویسنده رمان و داستان کوتاه، شاعر، منتقد ادبی و هنری آمریکایی بود. از ۱۹۵۵ همکاری‌اش را با مجله نیویورکر آغاز کرد و به سرعت در عرصه نثر و نظم و نقد صاحب‌نام شد. او بیش از همه به خاطر رمان‌های چهارگانه خرگوش‌ها از جمله فرار کن، خرگوش، خرگوش برگرد، خرگوش ثروتمند است و خرگوش در آرامش به شهرت رسید.

## زندگی و تحصیلات
آپدایک در ردینگ پنسیلوانیا به دنیا آمد. او تنها فرزند لیندا گریس (نام اصلی او هویر) و وسلی راسل آپدایک بود و در خانهٔ کودکی خود در شهری کوچک در آن نزدیکی به نام شیلینگتن بزرگ شد. خانوادهٔ او بعدها به شهر مهجوری به نام پلوویل نقل مکان کردند. تلاش‌های مادرش برای نویسنده شدن و چاپ آثارش، جان آپدایک جوان را بسیار تحت تأثیر قرار داد.
سال‌های زندگی در شهرستان برکس در پنسیلوانیا، بر محیطی که او در چهارگانهٔ خرگوش و بسیاری رمان‌ها و داستان‌های کوتاه خود خلق کرده، تأثیرگذار بوده‌است. آپدایک از دبیرستان شیلینگتن فارغ‌التحصیل شد و با بورسیه وارد کالج هاروارد شد. در همان‌جا نیز سال اول را هم‌اتاق کریستوفر لش، تاریخدان بنام آمریکایی بود. در این زمان آپدایک به واسطهٔ استعدادش در نویسندگی و دریافت جایزهٔ هنر و نویسندگی دانش‌آموزی، مشهور شده بود و در بین دوستان و همکلاسیان خود به عنوان نویسندهٔ مستعد نشریهٔ هاروارد لمپون شناخته شده بود و در آن زمان سردبیر این نشریه نیز بود.

## حرفه
آپدایک بیش از ۶۰ رمان، مجموعه داستان‌های کوتاه، شعر و نقد ادبی منتشر کرد.

### چهارگانه خرگوش

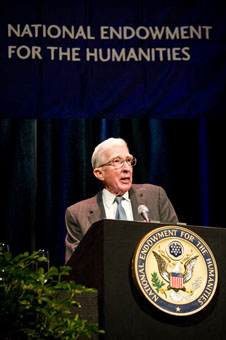
در سال ۲۰۰۹

آپدایک نگارش مجموعه رمان‌های خرگوش (رَبیت) را با نوشتن رمان خرگوش، بدو (به انگلیسی: Rabbit, Run) در سال ۱۹۶۰ آغاز کرد. نخستین رمان از چهارگانه خرگوش، جایگاه او را به عنوان یک رمان‌نویس برجسته تثبیت کرد. این سری از رمان‌ها دربارهٔ شخصیتی به نام هری «ربیت» انگسترام است که داستان زندگی او در این مجموعه پیگیری می‌شود. قهرمان اصلی این رمان‌ها در قالب یک بسکتبالیست دبیرستانی، فروشنده، خانه‌دار، و شوهر خیانتکار به‌عنوان نمادی از طبقه متوسط جامعه آمریکا، ظاهر می‌شود.

## برخی از آثار
جشن نوانخانه(۱۹۵۹)، سانتور(۱۹۶۳)، زوج‌ها(۱۹۶۸)، جادوگران ایست‌ویک(۱۹۸۴)،نسخهٔ راجر(۱۹۸۶) و اس (۱۹۸۸) از جمله رمان‌های اویند. او در سال ۲۰۰۰ در زمینهٔ نقد ادبی کتابی با عنوان مادهٔ بیشتر: مقاله و نقد منتشر کرد.

## مضامین
آپدایک در رمان‌هایش به تنش‌ها و سرخوردگی‌های طبقهٔ متوسط جامعه معاصر آمریکا و اثرات این شرایط بر عشق و ازدواج می‌پردازد.